# Ока-2
Лада Ока 2 (ВАЗ-1121) — проект микроавтомобиля класса А, преемника модели «Ока». Главным отличием от первой Оки здесь должен был стать кузов, который теперь точно должен был вмещать четырёх человек и при этом иметь небольшой багажник, полноценные четырнадцати колёсные диски, полутора литровый четырёх цилиндровый восьмиклапанный двигатель с распределительным впрыском топлива и пятиступенчатая коробка передач - всё это должно было появится на новой машине. Её всерьёз планировали пустить в серийное производство и даже собрали несколько экземпляров для ходовых дорожных испытаний, но к сожалению, до серийного производства дело так и не дошло.

## История создания
Первый вариант «Оки-2» (ВАЗ-1901), выполненный в стиле биодизайна, был продемонстрирован в 1998 г. на Московском международном мотор-шоу. Однако дальше выставочного макета дело не пошло.
Второй вариант «Оки-2» (ВАЗ-1121) в виде ходового макета ВАЗ продемонстрировал в 2003 году на Московском международном автосалоне. Образец был выполнен в люксовой модификации: четырёхцилиндровый двигатель ВАЗ-2111, колёса с шинами 175/70R14, электростеклоподъёмники, электроблокировка замков дверей, электроприводы наружных зеркал. Подразумевалась и бюджетная версия с двухцилиндровым мотором ВАЗ-1111, оснащённым системой впрыска, а также вариант с двигателем МеМЗ и даже 16-клапанник ВАЗ. В 2005 году для испытаний было изготовлено 4 опытных образца «Оки-2».

## Перспективы проекта
В 2004 году были объявлены планы производства с 2006 года по 90—100 тыс. автомобилей в год при цене не выше 5000 долларов США. Были произведены 10 автомобилей, с начала 2005 г. до 2007 г. проводились испытания ходовых образцов. По словам президента «Автоваза» В. Каданникова выпуск «Оки-2» первоначально предполагался на второй нитке главного конвейера ВАЗ взамен «классики», но данные планы не были реализованы даже в первом приближении. В дальнейшем, в связи с отсутствием на ВАЗ мощностей для производства малолитражных автомобилей, а также с проблемами финансового характера, проект «Ока-2» фактически был закрыт, хотя некоторые сторонние структуры и интересовались возможностью производства данного мини-автомобиля на своих мощностях. Провалились попытки организации производства на заводах КамАЗ и СеАЗ; в 2007 году Ю. Лужков предлагал загрузить выпуском автомобиля «Ока-2» простаивающие мощности предприятия АМО ЗИЛ, но и эти планы не дошли даже до стадии бизнес-проекта.

## Галерея
- OKA 2, музей истории ВАЗа, 2018 г.
- OKA 2, музей истории ВАЗа, 2018 г.
- OKA 2, музей истории ВАЗа, 2018 г.